# 3 Dywizja Grenadierów (Imperium Rosyjskie)

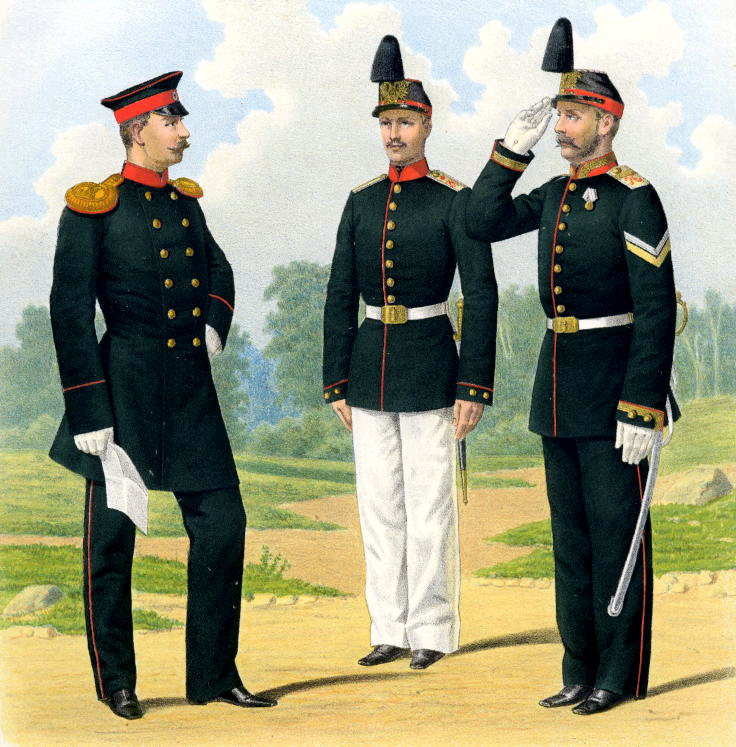
Żołnierze 2. i 3 DGren.

3 Dywizja Grenadierów (ros. 3-я гренадерская дивизия) – związek taktyczny piechoty armii Imperium Rosyjskiego.
Dowództwo stacjonowało w Moskwie.

## Struktura organizacyjna
Organizacja w 1914
- 1 Brygada Grenadierów (Włodzimierz)
  - 9 Syberyjski pułk grenadierów
  - 10 pułk grenadierów
- 2 Brygada Grenadierów (Moskwa)
  - 11 Fanagoryjski pułk grenadierów
  - 12 Astrachański pułk grenadierów
- 3 Grenadierska Brygada Artylerii